# Chironomus filimanus
Chironomus filimanus är en tvåvingeart som beskrevs av Jean-Jacques Kieffer 1918. Chironomus filimanus ingår i släktet Chironomus och familjen fjädermyggor. Inga underarter finns listade i Catalogue of Life.